# Europamästerskapen i badminton 1988
Europamästerskapen i badminton 1988 anordnades den 10-16 april i Kristiansand, Norge. 

## Medaljsummering
| Pl. | Nation        | Guld | Silver | Brons | Totalt |
| --- | ------------- | ---- | ------ | ----- | ------ |
| 1   | Danmark       | 5    | 3      | 2     | 11     |
| 2   | England       | 2    | 1      | 1     | 4      |
| 3   | Sverige       | 0    | 1      | 4     | 5      |
| 4   | Nederländerna | 0    | 1      | 1     | 2      |
| 5   | Västtyskland  | 0    | 0      | 1     | 1      |
| 5   | Wales         | 0    | 0      | 1     | 1      |

## Resultat
| Event       | Guld                                 | Silver                      | Brons                               |
| Herrsingel  | Darren Hall                          | Morten Frost                | Andrei Antropov                     |
| Herrsingel  | Darren Hall                          | Morten Frost                | Michael Kjeldsen                    |
| Damsingel   | Kirsten Larsen                       | Christina Bostofte          | Eline Coene                         |
| Damsingel   | Kirsten Larsen                       | Christina Bostofte          | Christine Magnusson                 |
| Herrdubbel  | Jens Peter Nierhoff Michael Kjeldsen | Steen Fladberg Jan Paulsen  | Chris Rees Lyndon Williams          |
| Herrdubbel  | Jens Peter Nierhoff Michael Kjeldsen | Steen Fladberg Jan Paulsen  | Peter Axelsson Stefan Karlsson      |
| Damdubbel   | Dorte Kjaer Nettie Nielsen           | Julie Munday Gillian Clark  | Maria Bengtsson Christine Magnusson |
| Damdubbel   | Dorte Kjaer Nettie Nielsen           | Julie Munday Gillian Clark  | Katrin Schmidt Kirsten Schmieder    |
| Mixeddubbel | Steen Fladberg Gillian Clark         | Alex Meijer Erica van Dijck | Henrik Svarrer Dorte Kjaer          |
| Mixeddubbel | Steen Fladberg Gillian Clark         | Alex Meijer Erica van Dijck | Jan Eric Antonsson Maria Bengtsson  |
| Lag         | Danmark                              | Sverige                     | England                             |